# Comuna Lopatînka, Orativ
Lopatînka (în ucraineană Лопатинка) este o comună în raionul Orativ, regiunea Vinnița, Ucraina, formată din satele Lopatînka (reședința) și Tarasivka.

## Demografie
Componența lingvistică a satului Lopatînka
     Ucraineană (99,66%)
     Alte limbi (0,34%)
Conform recensământului din 2001, majoritatea populației satului Lopatînka era vorbitoare de ucraineană (99,66%), existând în minoritate și vorbitori de alte limbi.